# Fat Actress
Fat Actress est une série télévisée américaine en sept épisodes de 26 minutes, créée par Kirstie Alley et Brenda Hampton et diffusée entre le 7 mars et le 18 avril 2005 sur Showtime et sur The Movie Network au Canada.
En France, la série a été diffusée à partir du 15 décembre 2005 sur Jimmy et en Belgique sur Be 1.

## Synopsis
Cette série, inspirée de sa propre expérience, met en scène le quotidien de Kirstie Alley qui, en raison de ses problèmes de surpoids, rencontre les pires difficultés pour décrocher un rôle à Hollywood.

## Distribution
- Kirstie Alley : Kirstie Alley
- Bryan Callen : Eddie Falcon
- Rachael Harris : Kevyn Shecket

Plusieurs vedettes ont fait une apparition dans la série, parmi lesquels : Carmen Electra, Melissa Gilbert, Mayim Bialik, Larry King, Kelly Preston, Kid Rock, John Travolta, Jeff Zucker.

## Épisodes
1. Titre français inconnu (Big Butts)
2. Titre français inconnu (Charlie's Angels)
3. Titre français inconnu (Holy Lesbo Batman)
4. Titre français inconnu (The Koi Effect)
5. Titre français inconnu (Crack For Good)
6. Titre français inconnu (Cry Baby McGuire)
7. Titre français inconnu (Hold This)